# Gisela (Kis Pipin lánya)
Gisela (757–810) Kis Pipin és Laoni Bertrada egyetlen lánya volt. Ő volt Nagy Károly és Karlmann nővére. Einhard, Nagy Károly életrajzírója szerint Giselát még gyermekkorában Istennek ajánlották fel. Felnőve apáca lett Chelles-ben, Seine-et-Marne-ban, valószínűleg apátnő is. Einhard szerint jó kapcsolatot ápolt Károllyal. 810-ben halt meg a zárdában.
Nagy Károly és harmadik felesége, Hildegard egyik lányukat róla nevezték el Giselának (768–808), de az ő életéről ennél alig tudunk többet.